# جیلی‌کول
جیلی‌کول جماعت و شهرکی در جنوب غربی کشور تاجیکستان است که در ناحیهٔ جیلی‌کول ولایت ختلان قرار دارد. جمعیت این جماعت ۱۷۷۱۲ است.